# Phalange (sociologie)
Pour les articles homonymes, voir Phalange.
Dans la sociologie utopique de Charles Fourier, la phalange est une communauté d'individus mettant en commun leurs compétences et leur travail pour le profit de tous.
La phalange se compose de 1 620 personnes, avec une stricte parité des sexes soit 810 femmes et 810 hommes, vivant en harmonie dans un lieu de travail et d'habitation appelé phalanstère.
Le mot de « phalange » proposé par Fourier pour désigner ce groupe humain renvoie à l'idée d'un corps d'armée d'élite, la « phalange ».